# August Schellenberg (Verleger)
Karl August Emil Schellenberg (* 18. April 1814 in Wiesbaden; † 8. März 1869 ebenda) war ein deutscher Buchhändler, Verleger und Herausgeber.

## Leben

### Familie
August Schellenberg war der Sohn des Buchhändlers und Buchdruckers Ludwig Schellenberg und dessen Ehefrau Johannette Justine Christiane Friederike, geb. Schmidtborn (* 17. Mai 1772 in Grävenwiesbach; † 26. Mai 1841 in Wiesbaden).
Er war seit 1843 mit Marie Luise Wilhelmine (geb. Guyer) (1825–1891) verheiratet; ihr gemeinsamer Sohn war der spätere Verleger Louis Schellenberg.

### Werdegang
August Schellenberg erhielt eine Lehre zum Buchdrucker in Elberfeld und Solingen. Nach seiner Ausbildung war er als Buchhändler in der Schweiz und in Algier tätig.
Nach dem Tod seines Vaters führte er, gemeinsam mit seinem Bruder Louis, die L. Schellenberg'sche Hofbuchdruckerei weiter; sein Bruder verstarb 1842, sodass August Schellenberg die Druckerei nun selbständig weiterführte. Ab 1844 war er Verleger des Wiesbadener Wochenblatts, das 1852 in Wiesbadener Tagblatt umbenannt wurde und jetzt täglich erschien. Von 1848 bis 1852 war er auch Verleger der Nassauischen Allgemeinen Zeitung.
Zugunsten der Druckerei verkaufte er 1866 die Buchhandlung.
Nach seinem Tod führte seine Witwe die Druckerei weiter, bis ihr Sohn Louis 1877 zunächst die Leitung der Druckerei und 1879 dann die des gesamten Unternehmens übernahm.

### Gesellschaftliches Wirken
1848 wurde er Mitglied der Bürgerwehr und gehörte 1850 als Mitglied dem Bürgerausschuss an; von 1865 bis 1867 gehörte er auch der Handelskammer an.
Er war 1859 Mitbegründer der parteiähnlichen Organisation des Deutschen Nationalvereins , in der sich Liberale und gemäßigte Demokraten zusammenschlossen.